# 1. Badisches Leib-Grenadier-Regiment Nr. 109
Das 1. Badische Leib-Grenadier-Regiment Nr. 109 war ein Infanterieverband der Badischen Armee, der 1871 in der Preußischen Armee aufging und nach Ende des Ersten Weltkriegs aufgelöst wurde.

## Geschichte
Markgraf Karl Friedrich von Baden errichtete am 23. März 1803 dieses Regiment mit zwei Grenadierkompanien sowie zwei Bataillone zu je vier Kompanien. 1806 schieden die Grenadierkompanien aus dem Regimentsverband aus. 1808 wurden nach französischem Muster bei jedem Bataillon sechs Kompanien hinzugefügt.
1812 wurde ein drittes Bataillon als Depot gebildet; das Regiment wurde in Napoleons Russlandfeldzug bis auf geringe Reste aufgerieben und wurde 1813 neu aufgefüllt, wieder zwei Bataillone zu je sechs Kompanien.
1847 wurde das Regiment mit drei Bataillonen zu je vier Kompanien umgeformt. Infolge der Badischen Revolution wurden am 14. Juli 1849, mit Ausnahme des I. Bataillons des Regiments, sämtliche badischen Truppenteile für ausgelöst erklärt. 1850 wurden die badischen Regimenter neu geordnet; eines bestand aus vier Kompanien.
1851 wurde eine Schützen-Abteilung zu zwei Kompanien eingeführt. Am 22. Oktober 1852 wurde das Regiment abermals neu geordnet und es wurden Regimentsverbände gegründet; das I. und VI. Bataillon bildeten das 1. Infanterie (Grenadier)-Regiment.
Am 24. März 1868 wurden die 13. und 14. Kompanie an das 3. Infanterie-Regiments abgegeben und die Halbbataillone auf vier Kompanien ergänzt. Nach dem Krieg gegen Frankreich trat am 1. Juli 1871 die am 25. November 1870 zwischen Preußen und Baden geschlossene Militärkonvention in Kraft, nach der die Badische Armee als Kontingent in der Preußischen Armee aufging.
Am 1. April 1881 wurde die 6. Kompanie an das Infanterie-Regiment Nr. 97, am 1. April 1887 die 8. Kompanie an das 5. Badische Infanterie-Regiment Nr. 113 und am 1. April 1897 das IV. Bataillon an das 8. Badische Infanterie-Regiment Nr. 169 abgegeben.
Am 2. Oktober 1893 wurde ein IV. (Halb-)Bataillon gebildet.

### Standorte
- Ab 1803: Mannheim
- 30. Juni 1809: Auch die beiden Depot-Kompanien in Mannheim
- 1814: III. (Depot-)Bataillon in Karlsruhe
- Oktober 1814 bis 1849: Mannheim
- 30. Januar 1851: Karlsruhe (daneben 1893/94 Durlach).
- Die Großherzoglich-Badische Unteroffizierschule in Ettlingen (bestand 1870 bis 1871) war dem Regiment organisatorisch angegliedert.

### Benennung
- ab 1803 nach seinem Chef, (dem Prinzen Carl, bis zu dessen Thronbesteigung 10. Juni 1811)
- 23. März 1803: Regiment Erbprinz
- 3. Mai 1803: Regiment Kurprinz
- 21. August 1806: Regiment Erbgroßherzog
- 10. Juni 1811: Linien-Infanterie Regiment (vacant) Nr. 2
- 1813 erklärte sich Großherzog Carl wieder zum Chef, das Regiment hieß nun Infanterie Regiment Großherzog Nr. 3
- ab 1821: nach seinen Chefs
- 17. Juli 1849: Infanterie-Bataillon
- 1. Februar 1850: I. Infanterie-Bataillon
- 22. Oktober 1852: I. Infanterie (Grenadier) Regiment
- 20. September 1856: (1.) Leib-Grenadier Regiment (bis 1. Juli 1871 führten die Truppenteile die Bezeichnung Großherzoglich Badische)
- ab 1. Juli 1871 an fällt die Bezeichnung „Großherzoglich Badisch“ infolge der Konvention mit Preußen fort
- 1. Juli 1871: Badisches Leib-Grenadier-Regiment Nr. 109.

Stammnummer:
- 23. März 1803 bis 1808: Nr. 3
- 15. Juni 1808 bis 1813: Nr. 2
- 1813 bis 1830: Nr. 3
- 12. April 1830 bis 1849: Nr. 4.

### Regimentschefs
- Karl Ludwig Friedrich
- Ludwig I.
- Generalleutnant Ludwig von Stockhorn
- Kriegsminister Karl Wilhelm Eugen von Freydorf
- Großherzog Friedrich I.
- Großherzog Friedrich II.
- Berthold Markgraf von Baden.

### Einsätze
Als Mitglied des Rheinbunds kämpfte es im Dritten Koalitionskrieg 1805 gegen das Kaisertum Österreich, im Vierten Koalitionskrieg 1806/07 gegen das Königreich Preußen und im Fünften Koalitionskrieg 1809 abermals gegen das Kaisertum Österreich. 1812 nahm es als Teil des badischen Kontingents am Russlandfeldzug 1812 teil. 1848/49 kämpfte das Regiment in der Schleswig-Holsteinischen Erhebung gegen Dänemark und 1866 im Deutschen Krieg als Teil des Deutschen Bunds gegen das Königreich Preußen. 1870/71 kämpften die Soldaten des Regiments im Deutsch-Französischen Krieg.

### Erster Weltkrieg
Am 2. August 1914 wurde das Regiment gemäß dem Mobilmachungsplan mobilisiert. Neben dem ins Feld rückende Regiment stellte es ein Ersatzbataillon zu vier Kompanien sowie zwei Rekruten-Depots auf. Am 1. September 1918 erhielt das Regiment eine eigene Minenwerfer-Kompanie, die aus Teilen der Minenwerfer-Kompanie Nr. 28 gebildet wurde.